# NGC 3662
NGC 3662 (другие обозначения — UGC 6408, MCG 0-29-25, ZWG 11.86, IRAS11211-0049, PGC 34996) — спиральная галактика в созвездии Льва. Открыта Уильямом Гершелем в 1784 году.
Этот объект входит в число перечисленных в оригинальной редакции «Нового общего каталога».
В галактике вспыхнула сверхновая SN 2015bd типа Ia, её пиковая видимая звездная величина составила 15,9.